# 1955年香港
|        | 香港歷史 \| 香港歷史年表                                                                                                   |
| 世紀： | 19世紀香港 \| 20世紀香港 \| 21世紀香港                                                                                     |
| 年代： | 1920年代香港 \| 1930年代香港 \| 1940年代香港 \| 1950年代香港 \| 1960年代香港 \| 1970年代香港 \| 1980年代香港               |
| 年份： | 1951年香港 \| 1952年香港 \| 1953年香港 \| 1954年香港 \| 1955年香港 \| 1956年香港 \| 1957年香港 \| 1958年香港 \| 1959年香港 |
| 紀年： | 乙未年（羊年）、香港開埠114周年、香港重光10周年                                                                            |

## 政府

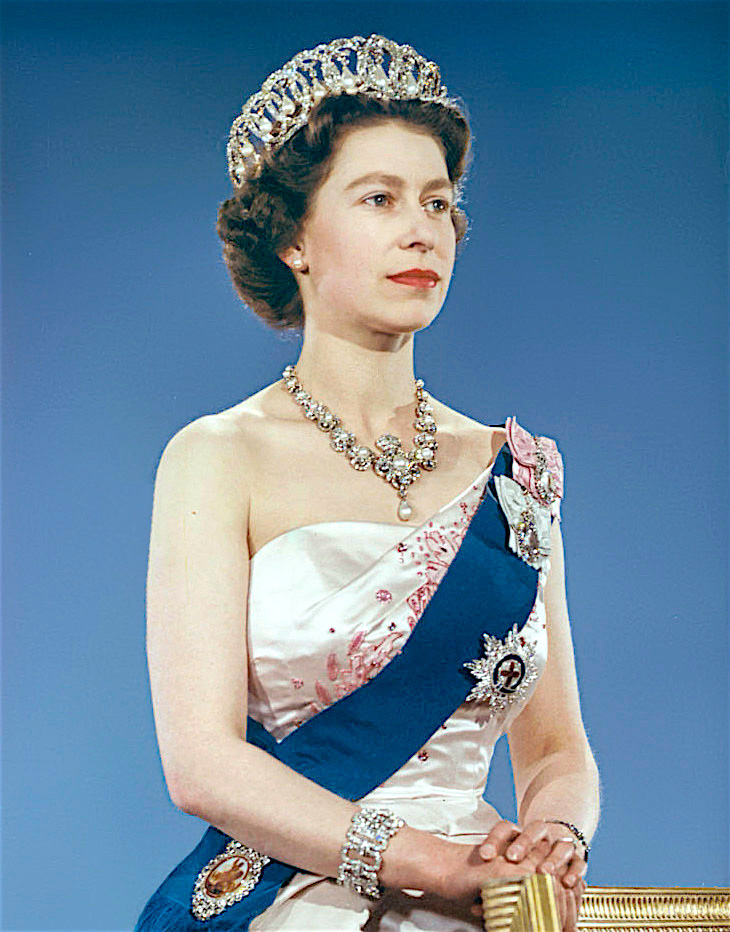
英国君主：伊丽莎白二世

### 成員變動

輔政司：侯士（署理結束）

## 大事記
- 1月9日，深水埗長沙灣新村發生大火，焚斃250間。[1]
- 1月20日，塔門發生大火，焚斃4人。[2]
- 4月11日，一架從北京經香港飛往印尼耶加達的民航包機喀什米爾公主號在香港啟德機場停留期間，被中國國民黨特務成功潛上飛機放置定時炸彈。飛機在接近印尼海岸時爆炸，機上除3名機員生還外，11名乘客及5名機組人員罹難。
- 4月14日，一日內發生兩宗慘劇，凌晨一時許，士丹頓街發生塌屋事件，6死27傷。同日下午4時45分，李鄭屋村一間藤器店發生大火，7死1傷。
- 5月7日，筲箕灣街市第18號魚枱之夥計殺死同伴。
- 5月20日，歐亞混血青年因感情問題扼斃女友。
- 6月14日，清水灣道七號墳場附近一輛軍車與一輛私家車相撞，造成一死六傷。[3]
- 6月28日，10人在一間印刷公司飲用豬腳湯後嚴重中毒，9死1傷。
- 7月24日，牛潭尾附近的山邊，男子亂斧斬斃婦人。
- 8月1日，九龍仔西綏巷89號木屋發生雙屍情殺案，一對男女熟睡中被斬死。[4]

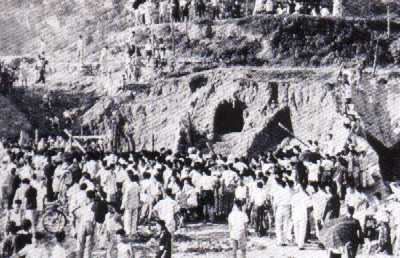
李鄭屋漢墓出土情形

- 8月9日，政府在李鄭屋村興建徙置大廈時，無意發現了一個東漢墓穴，被稱為李鄭屋漢墓。
- 8月26日，元朗屏山唐人新村27號李苑發生劫殺案，抗日國軍名將余程萬被殺。
- 8月28日，發生嚴重的山洪暴發事件，一間小學師生及九廣鐵路的員工親屬到大埔滘松仔園遊玩期間遇上大雨，山洪暴漲沖走多人，最後證實共28人喪生。
- 10月11日，深水埗青山道473號益豐搪瓷廠1名工會主席被左派工人殺死。[5]
- 11月1日，九龍花墟村木屋區大火，5死20餘傷，災民達6,810人。
- 11月4日，新填地街舊樓大火，3人燒死。
- 11月12日，新界九龍坑發生九廣鐵路火車撞英軍彗星坦克車的罕見意外，4死20傷。[6]
- 12月17日，筲箕灣木樓發生大火，8死3傷。[7]

## 出生人物
- 3月18日—陳茂波，香港執業會計師，香港特別行政區立法會議員及第5任財政司司長。
- 5月22日—林過雲，香港首個連環殺手,人稱「雨夜屠夫」。
- 8月17日—李志源神父
- 11月24日—林瑞麟，香港高級公務員，香港特別行政區第5任政務司司長。

## 逝世人物
- 3月22日—劉德譜，油麻地小輪創辦人之一。
- 4月13日—高可寧，港澳著名巨商。
- 8月27日—余程萬，抗日國軍名將。